# David Cotterill
David Cotterill (Cardiff, 1987. december 4. –) walesi válogatott labdarúgó.

## Sikerei, díjai
- Doncaster Rovers
  - Angol harmadosztály: 2012–13